# Улица Маршала Голованова
У́лица Ма́ршала Голова́нова — улица бульварного типа на юго-востоке Москвы в Марьино между улицей Перервой и Батайским проездом.

## Происхождение названия
Улица названа в 1980 году в честь Александра Евгеньевича Голованова (1904—1975), Главного маршала авиации. В годы Великой Отечественной войны командующий дальней авиацией, воздушной армией; авиация под его командованием и при его личном участии бомбила Берлин, Кёнигсберг, Данциг и другие объекты. После войны на командных должностях в ВВС.

## Расположение
Улица Маршала Голованова начинается от улицы Перерва и проходит на юг, пересекает Новочеркасский бульвар и выходит к Москве-реке на Батайский проезд. Улица представляет собой широкий бульвар с многочисленными прудами посередине. Вдоль реки напротив улицы расположен Парк имени 850-летия Москвы.

## Здания и сооружения
По нечётной стороне:
- Дом 3 — детский сад № 1628;
- Дом 9 — школа № 1145 им. Фритьофа Нансена;
- Дом 15 — ДЕЗ диспетчерская, Марьино ЮВАО;
- Дом 19/1 — ресторан «Монте-Кристо»;

По чётной стороне:
- Дом 6 — детский сад № 1468 центра образования № 491 Марьино;
- Дом 12, корпус 1 — бассейн «Марьино».

## Транспорт
- Автобусы № 55, 646, С9.